# Отмар Райзер
Отмар Райзер (1861—1936) — австрійсько-словенський орнітолог і ботанік. 33 роки працював куратором відділення орнітології Музею природознавства в Сараєво. Здійснив дослідницькі експедиції на Балкани і в Південну Америку.

## Біографія
Отмар Райзер народився 1861 року у Відні. Його батько був мером словенського міста Марибор. Освіту отримав в гімназії у Ново Место. Потім служив у званні лейтенанта у 47-му піхотному полку. У 1887 році закінчив аграрний коледж у Відні.
Райзер був одним із засновників Музею науки і культури у Сараєво (нині Національний музей Боснії і Герцеговини). Працював у природознавчому відділенні до виходу на пенсію у 1919 році. Потім працював в орнітологічній обсерваторії у Любляні, де вивчав балканських птахів. Райзер виставляв свої колекції на Міжнародному орнітологічному конгресі 1891 року в Будапешті, на Виставці тисячоліття в Будапешті та на міжнародній мисливській виставці у Відні (1910). Брав участь у експедиціях до Чорногорії, Болгарії, Греції та Сербії. У 1903 році він взяв участь в експедиції Австрійської академії наук на північний схід Бразилії, під час якої він був першим, хто спостерігав ару Спікса в дикій природі через 84 роки після відкриття птаха. У 1932 році отримав ступінь доктора в Університеті Граца.

## Роботи
- Bericht über die Besichtigungen des Spix-Aras bei Paranaguá in Piauí während der Expedition der K.u.K Akademie der Wissenschaften im Jahre 1903
- Die VogelSammlung des bosnischhercegowin Landesmuseums in Sarajevo, Budapest (1891)
- Bericht über die botanische Ergebnisse meiner naturwissenschaftlichen Sammelreisen in Serbien in den Jahren 1899 u. 1900 (1905)
- Materialen zu einer Ornis Balcanica Annalen des Naturhistorischen Museums in Wien (1939)
- Die Vögel von Marburg an der Drau. Nebst Erinnerungen an den steierischen Ornithologen Eduard Seidensacher, Graz 1925.